# エヴィアン＝レ＝バン
エヴィアン＝レ＝バン（Évian-les-Bains）は、フランス共和国オーヴェルニュ＝ローヌ＝アルプ地域圏オート＝サヴォワ県の町。エヴィアン＝レ＝バン小郡の小郡庁所在地。単にエヴィアン（Évian）と呼ばれることも多い。
ミネラルウォーター「エビアン」（Evian）の採取元としてよく知られる。

## 地理
エヴィアンはオート＝サヴォワ県北域、スイスのジュネーヴ州の北東にある。レマン湖南岸に面しており、対岸はスイスのローザンヌにあたる。
アルプス山脈の一部をなすシャブレ（Chablais）山塊の麓で、町の至る所に鉱泉があり、天然水が湧き出ている。町の至る所のコンビニエンスストアやスーパーマーケットにもペットボトルに入ったエビアンが並んでいる。水源に行けば無料でエビアンと同じ水が手に入るが、わざわざ汲んでくるのは面倒なので、近所のコンビニかスーパーで買う人も多い。
帯水層がある背後の高地に森林、泥炭地、小川が多く、チョウのタイリクヒメヒカゲとクランベリーツマグロヒョウモン、そしてラン科クモキリソウ属のLiparis loeseliiの重要な生息地として2008年にラムサール条約登録地となった。

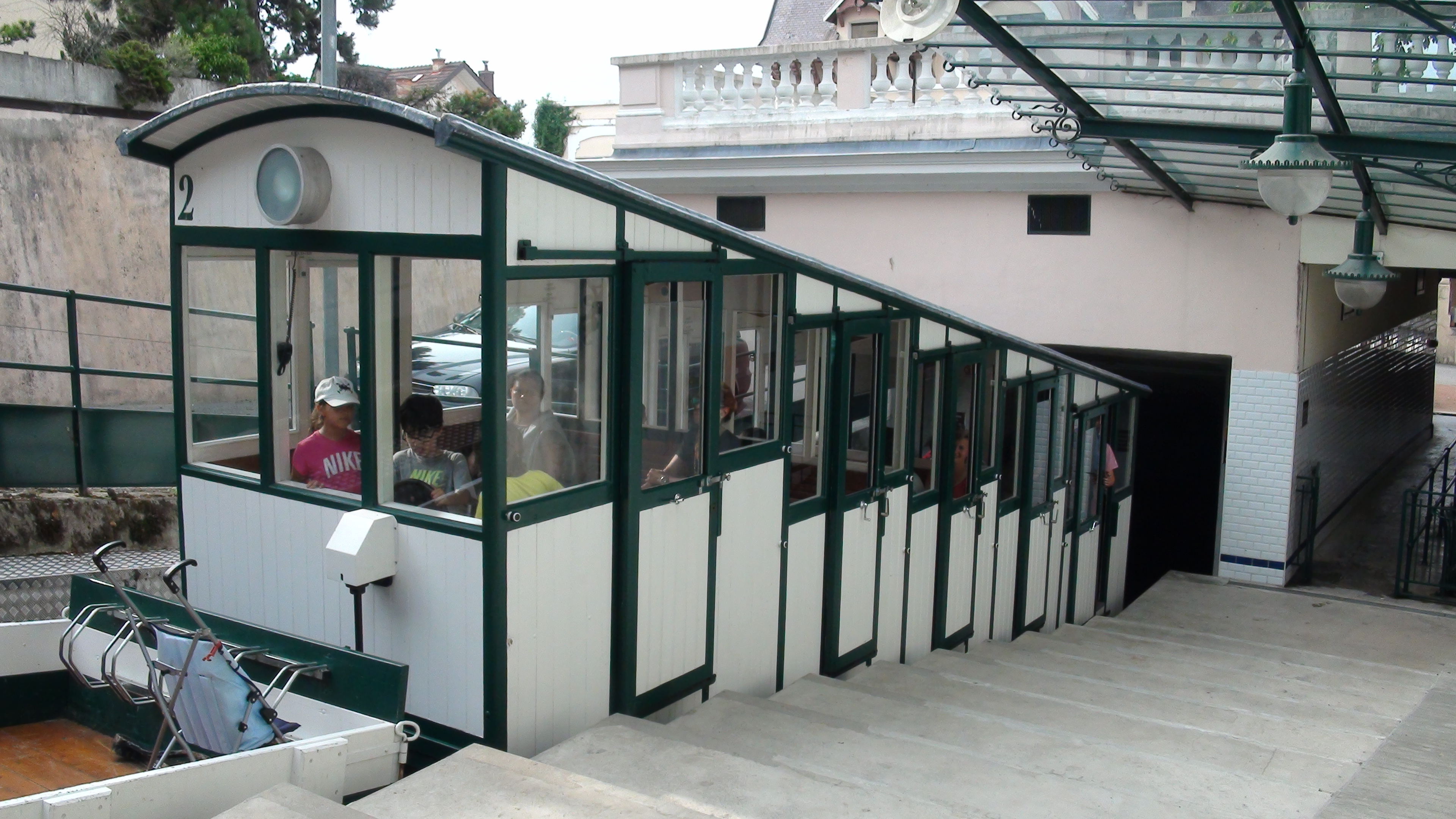
フニクラ
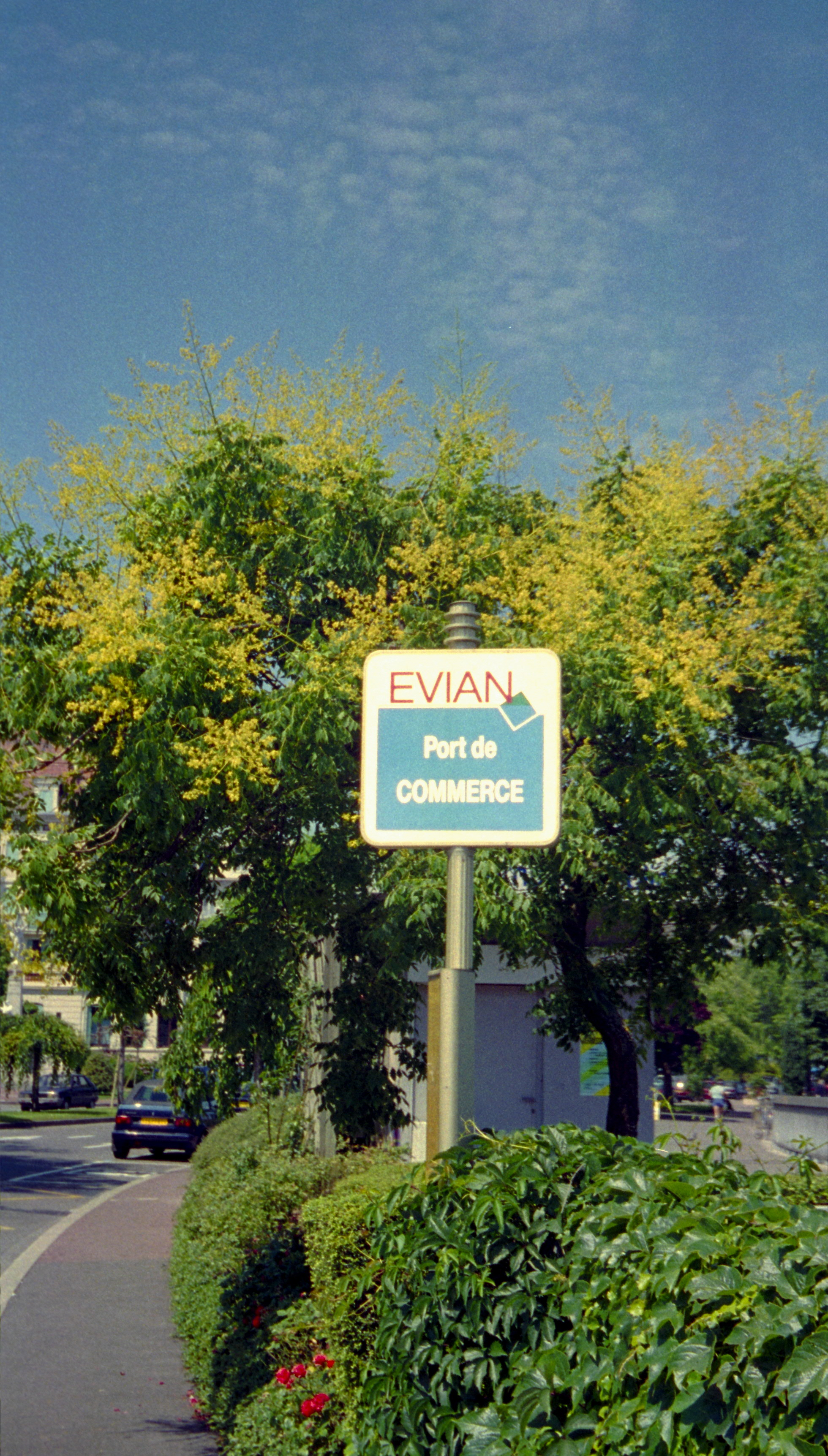
エヴィアンの地名標識
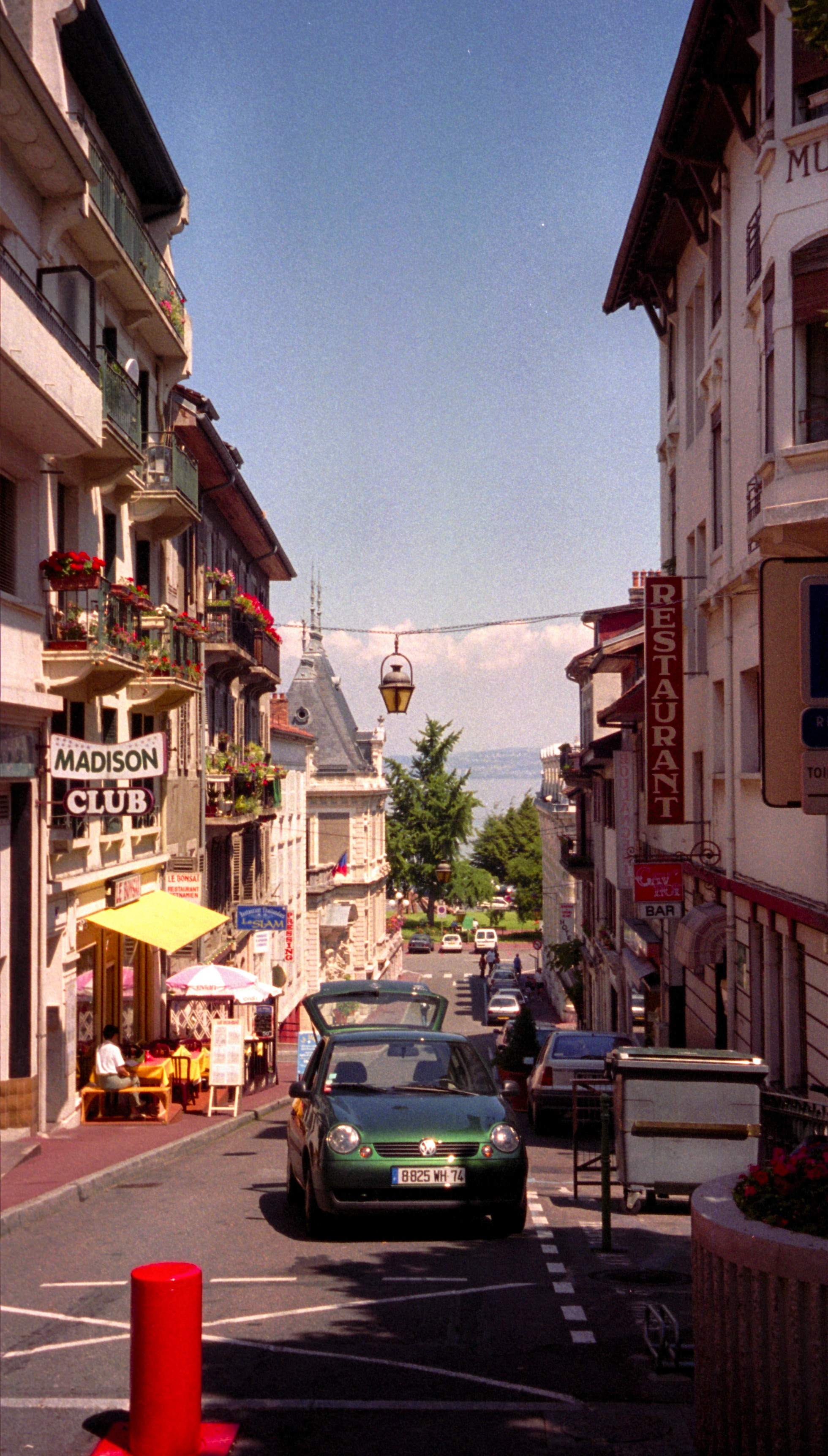
スルス・ド・クレルモン通りの街並み

## 歴史
現在でも天然水が湧き出すことで有名だが、その歴史は古く、ローマ時代にまでさかのぼる。エヴィアンの帰属がフランスに決定したのは、1860年にサルデーニャ王国がニース、サヴォイア地域をフランスに割譲して以来である。

## 経済
エヴィアンの水の生産と観光業、カジノなどが大きな財源である。

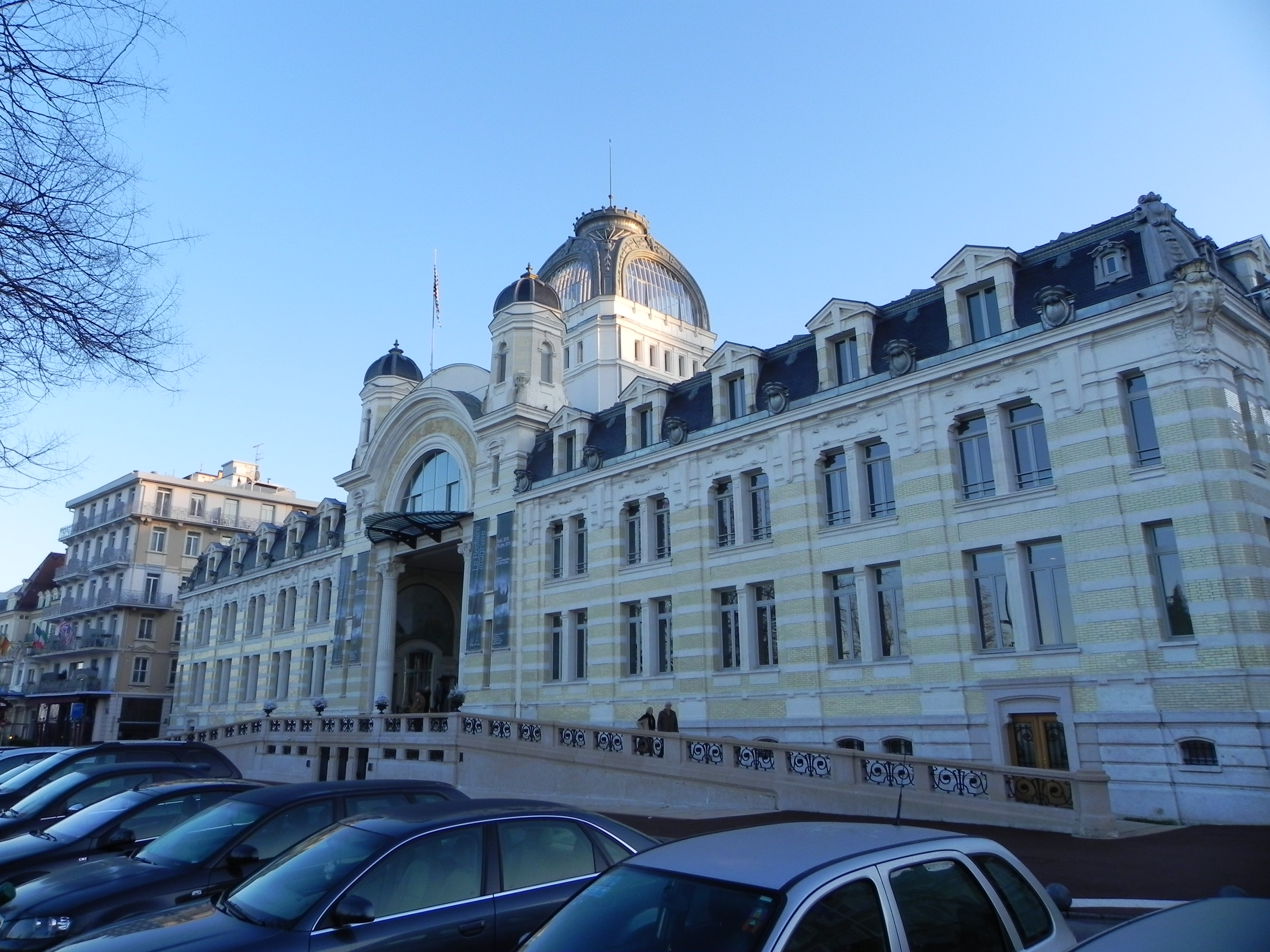
パレ・ルミエール（フランス語版）
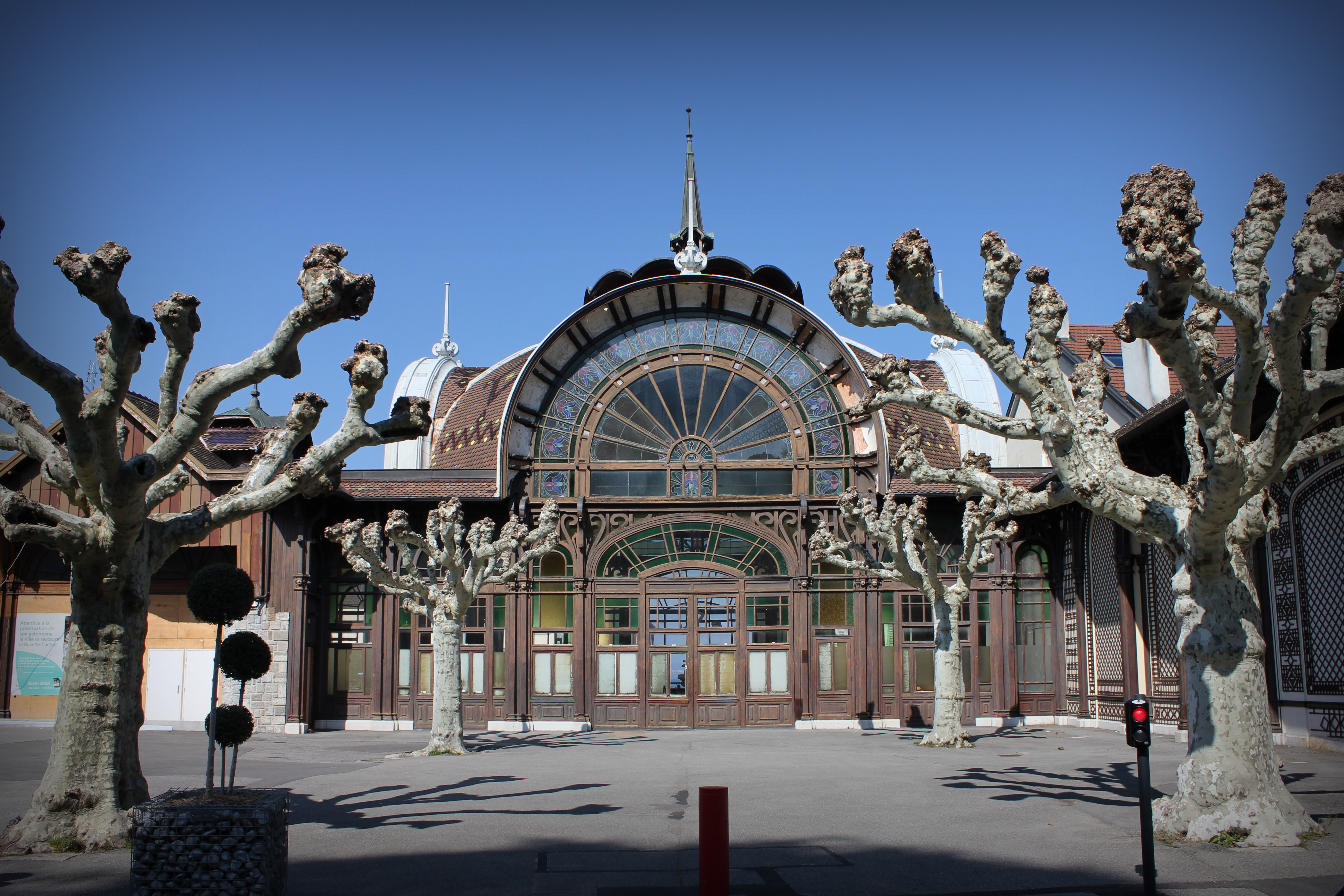
L'espace evian（エビアン展示館）
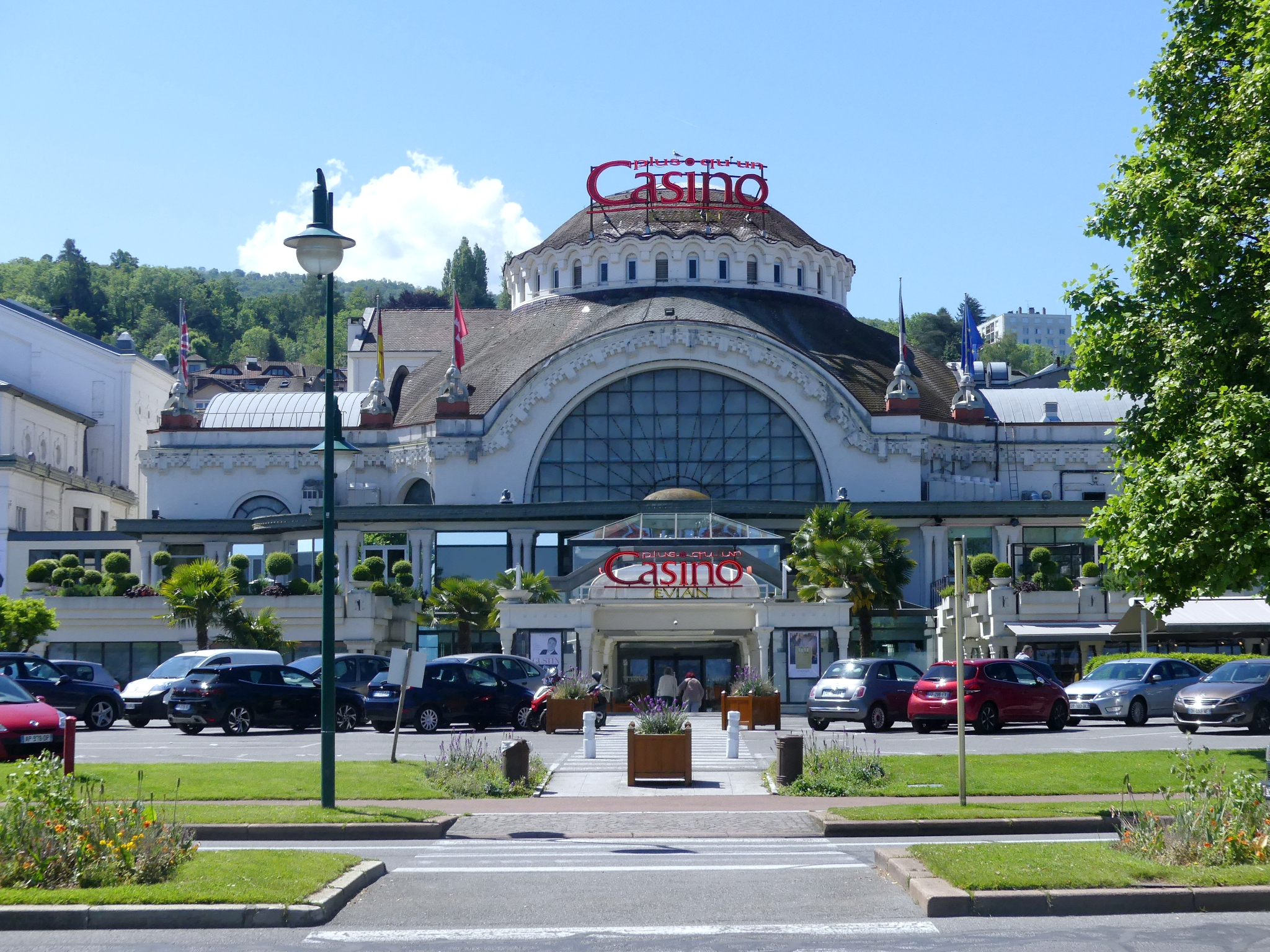
カジノ

## アクセス
- フランス国鉄で、リヨン、パリなどから。TGVの停車駅。
- ジュネーヴからレマン・エクスプレス。
- ローザンヌ・トノン＝レ＝バンなどのレマン湖畔の都市から船便。

## その他
1962年、アルジェリア戦争の終結と、当時フランスの植民地だったアルジェリアの独立について、フランスとアルジェリアの双方で国民投票に掛けることを定めたエビアン協定が、フランスとアルジェリア民族解放戦線（FLN）との間で結ばれた地である。
2003年にフランスが主催した第29回主要国首脳会議の舞台になった。
女子プロゴルフのメジャー大会「エビアン選手権」の行われるエビアン・リゾートゴルフクラブがある。